# 산노 신호장
산노 신호장(일본어: 山王信号場, さんのうしんごうじょう)은 일본 아이치현 나고야시 나카가와구에 있는 도카이 여객철도(JR 도카이) 주오 본선의 신호장이다.
주오 본선 가나야마역 ~ 나고야역간에 도카이도 본선 화물지선(나고야미나토 선)의 나고야미나토 역으로 향하는 노선을 분기하기 위해 설치되었다.

## 구조
복선·전화의 주오 본선으로부터 단선·비전화의 나고야미나토 선을 분기하는 형태로 되기 때문에, 나고야 방면을 향하는 선로에서 분기하기 위해, 상하선간의 이동선도 설치되고 있다. 또, 신호장 위를 넘는 모습으로 소프트뱅크 텔레콤(구 일본텔레콤) 나고야 센터가 있다. 포인트 전환은 나고야 역이 원격조작(RC) 제어를 한다.

## 역 주변
- 도카이도 본선 오토바시 역

## 역사
주오 본선의 복선화에 따라, 병행하는 도카이도 본선 화물지선(나고야미나토 선)을 하행선으로 유용한 것으로부터, 기점 및 단선과 복선의 접속점으로서 설치된 것이다. 나고야미나토 선은, 1911년부터 존재하고 있었다.
- 1962년 10월 10일: 주오 본선과 도카이도 본선 화물지선의 분기점으로서 설치.
- 1964년 3월 2일: 가나야마 ~ 산오 신호장 간 복선화.
- 1987년 4월 1일: 국철분할민영화에 의해 JR 도카이로 계승됨.

## 인접역
| 도카이 여객철도 ■ 주오 본선 | 도카이 여객철도 ■ 주오 본선 | 도카이 여객철도 ■ 주오 본선 |
| --------------------------- | --------------------------- | --------------------------- |
| 가나야마 시오지리 방면      |                             | 나고야 나고야 방면          |